# کالاهان ۱۹۷۴۱
سیارک ۱۹۷۴۱ (به انگلیسی: 19741 Callahan، نامگذاری:2000AN141) نوزده هزار و هفتصد و چهل و یکمین سیارک کشف شده‌است که در ۵ ژانویه ۲۰۰۰ کشف شد.
قدر مطلق سیارک برابر ۱۸٫۶ است.